# عارون باکشی
عارون باکشی (به زبان هندی: Arun Bakshi) خواننده و هنرپیشه سینما و تلویزیون اهل کشور هند است. وی تاکنون در بیش از ۱۰۰ فیلم هندی در نقش‌های فرعی و مکمل بازی کرده‌است و به عنوان خوانندهٔ پس زمینهٔ فیلم، ۲۹۸ ترانه خوانده‌است. این هنرمند علاوه بر فیلم‌های هندی در فیلم‌های پنجابی هم بازی کرده‌است. از فیلم‌هایی که وی تاکنون بازی کرده می‌توان به فیلم گلستان اشاره کرد.

## فیلم‌شناسی
فهرست برخی از فیلم‌هایی که عارون باکشی در آن‌ها به ایفای نقش پرداخته‌است:
- گلستان
- جی کیشن
- ما بی‌نظیریم
- امنیت
- منطقه
- سیاه و سفید
- خاندان
- انقلاب
- محافظ
- شطرنج
- برای اینکه
- مردی غریب
- اینا مینا دیکا
- شماره پدر
- بخشش
- مرد و قولش
- شهید محبت بوتا سینگ
- ظالم
- رنگ
- صدای امروز
- مقصر
- جمعیت
- بخشنده